# دهه ۱۸۶۰ در جامعه‌شناسی
در دهه ۱۸۶۰ در جامعه‌شناسی (به انگلیسی: 1860s in sociology) رویدادهای زیر رخ داد:

## ۱۸۶۰
"تولد"
- ۳ ژوئیه: شارلوت پرکینز گیلمن

## ۱۸۶۱
مناسبت‌ها
- از هنری جیمز سامنر ماین کتاب قانون باستان: ارتباط آن با تاریخ اولیهٔ جامعه و رابطه آن با ایده‌های مدرن منتشر شد.

## ۱۸۶۲
مناسبت‌ها
- لوئیس مورگان مجلات هندی منتشر شد.
- هربرت اسپنسر برهان حرکت منتشر شد.

## ۱۸۶۴
مناسبت‌ها
- از لوئیس مورگان کتاب جامعه باستان منتشر شد.
- از هربرت اسپنسر کتاب قوانین به‌طور کلی منتشر شد.

"تولد"
- ۱۴ فوریه: رابرت ازرا پارک
- ۳۰ مارس: فرانتس اوپنهایمر
- ۲۱ آوریل: ماکس وبر
- ۱۷ اوت: چارلز کولی

## ۱۸۶۷
مناسبت‌ها
- جلد اول کتاب سرمایه کارل مارکس منتشر شد.
- بنیاد انجمن پوزیتیویست لندن توسط ریچارد کنگرو تاسیس شد.

## ۱۸۶۹
مناسبت‌ها
- از فرانسیس گالتون کتاب نابغه ارثی منتشر شد.
- از جان استوارت میل کتاب انقیاد زنان منتشر شد.